# Could You Be Loved
Singles de Bob Marley & The Wailers
Zimbabwe
(1979) Three Little Birds
(1980)
Could You Be Loved est un single musical de Bob Marley & The Wailers, sorti le 13 juin 1980 et publié sur le label Island. Chanson écrite et composée par Bob Marley figurant sur l'album Uprising, sorti le 10 juin 1980, elle est le troisième titre de la face B de l'édition vinyle et le huitième titre que contient l'album.

## Vue d'ensemble
La chanson est écrite dans un avion en 1979, alors que les Wailers font des expérimentations à la guitare.  
Au milieu de la chanson, les choristes citent un couplet de Judge Not de Marley : « The road of life is rocky; And you may stumble too. So while you point a finger, someone else is judging you ».
Les instruments utilisés sur l'enregistrement original de cette chanson sont des guitares, basse, batterie, piano acoustique, un clavinet Hohner et un orgue, ainsi qu'une cuica brésilienne.
Le single s'est vendu à plus de 250 000 exemplaires en France.

## Titres
7" Single
1. Could You Be Loved — 3:35
2. One Drop — 3:50

7" Single
1. Could You Be Loved — 3:35
2. No Woman, No Cry (Live '75) — 3:57

## Classements hebdomadaires
| Classement (1980)                          | Meilleure position |
| ------------------------------------------ | ------------------ |
| Belgique (Flandre Ultratop 50 Singles)     | 3                  |
| France (IFOP)                              | 10                 |
| Allemagne (Media Control AG)               | 13                 |
| Irlande (IRMA)                             | 3                  |
| Italie (FIMI)                              | 6                  |
| Pays-Bas (Nederlandse Top 40)              | 2                  |
| Pays-Bas (Single Top 100)                  | 4                  |
| Nouvelle-Zélande (RMNZ)                    | 2                  |
| Norvège (VG-lista)                         | 10                 |
| Suède (Sverigetopplistan)                  | 11                 |
| Suisse (Schweizer Hitparade)               | 2                  |
| Royaume-Uni (UK Singles Chart)             | 5                  |
| États-Unis (Billboard Hot Dance Club Play) | 6                  |
| États-Unis (Billboard Hot Soul Singles)    | 56                 |

| Classement (1981)       | Meilleure position |
| ----------------------- | ------------------ |
| Nouvelle-Zélande (RMNZ) | 33                 |

| Chart (1984)                   | Peak position |
| ------------------------------ | ------------- |
| Royaume-Uni (UK Singles Chart) | 71            |

| Classement (1985)       | Meilleure position |
| ----------------------- | ------------------ |
| Nouvelle-Zélande (RMNZ) | 16                 |

| Classement (1991)             | Meilleure position |
| ----------------------------- | ------------------ |
| France (SNEP)                 | 46                 |
| Pays-Bas (Nederlandse Top 40) | 30                 |
| Pays-Bas (Single Top 100)     | 27                 |